# Глядково (Бокситогорський район)
Глядково (рос. Глядково) — присілок Бокситогорського району Ленінградської області Росії. Входить до складу Анісімовського сільського поселення.
Населення — 0 осіб (2007 рік).